# 江户明樱蛤
是帘蛤目樱蛤科明樱蛤属的一种。主要分布于台湾，常栖息在潮间带至潮下带20米。